# Guglielmo Ratcliff
Guglielmo Ratcliff est un opéra tragique en quatre actes de Pietro Mascagni sur un livret italien d'Andrea Maffei, traduit de la pièce allemande Wilhelm Ratcliff (1822) de Heinrich Heine.
Mascagni a pratiquement terminé la composition de Ratcliff avant le succès de son premier opéra, Cavalleria rusticana.

## Histoire
Après la composition et l'exécution d'autres opéras, L'amico Fritz en 1891 et I Rantzau en 1893, Ratcliff est finalement créé le 16 février 1895 au Teatro alla Scala de Milan.
L'opéra est repris plusieurs fois depuis, notamment lors d'une représentation en concert en 2003 à l'Alice Tully Hall de New York et lors d'une représentation scénique au Wexford Festival Opera en 2015, sous la direction de Francesco Cilluffo,.
Mascagni a souvent écrit que Ratcliff était son meilleur opéra. Cependant, il n'est pas entré dans le répertoire lyrique standard, en partie parce que le rôle-titre est l'un des rôles de ténor les plus exigeants jamais écrits. Il est particulièrement connu pour son acte 3 Intermezzo, qui figure en bonne place dans le film Raging Bull de Martin Scorsese.
La pièce de Heine, qui n'a jamais été jouée de son vivant, a également servi de base à l'opéra du même nom de César Cui en 1869 et à l'opéra Ratcliff de Volkmar Andreae en 1914.

## Rôles
| Rôle                                       | Voix          | Première, 16 février 1895 Chef d'orchestre : Pietro Mascagni |
| ------------------------------------------ | ------------- | ------------------------------------------------------------ |
| Guglielmo Ratcliff                         | ténor         | Giovanni Battista De Negri (it)                              |
| Maria                                      | soprano       | Adelina Stehle (it)                                          |
| Count Douglas, fiancé à Maria              | baryton       | Giuseppe Pacini (it)                                         |
| Margherita, l'infirmière de Maria          | mezzo-soprano | Della Rogers                                                 |
| MacGregor, père de Maria, un lord écossais | basse         | Giuseppe De Grazia                                           |
| Lesley, ami de Ratcliff                    | ténor         | Gaetano Matteo Mazzanti                                      |
| Tom, aubergiste                            | basse         | Giovanni Scarneo                                             |
| Willie, jeune fils de Tom                  | contralto     | Armida Parsi-Pettinella (it)                                 |
| Robin, un voleur                           | basse         | Raffaele Terzi                                               |
| Dick, un voleur                            | ténor         | Aristide Masiero                                             |
| Bell, un voleur                            |               | G. Calvi                                                     |
| John, un voleur                            | basse         | Giuseppe Rosci                                               |
| Taddie, un voleur                          | ténor         | Giovanni Francesco Fabbri                                    |
| Un serviteur                               | ténor         | A. Degani                                                    |

## Sources
- John Allison, « Koanga and Guglielmo Ratcliff, Wexford Festival, review: 'sultry and luscious' », The Daily Telegraph, London,‎ 26 octobre 2015 (lire en ligne, consulté le 31 octobre 2015)
- Boosey & Hawkes, « Ratcliff (1914) »
- (it) Gherardo Casaglia, « Guglielmo Ratcliff, 16 February 1895 », dans L'Almanacco di Gherardo Casaglia, 2005 (lire en ligne)
- (en) Peter G. Davis, « Review: Guglielmo Ratcliff », New York, 4 décembre 2003 : « Guglielmo Ratcliff, en fait, n'avait jamais été entendu auparavant dans ce pays jusqu'à ce que le Teatro Grattacielo (en), une compagnie aventureuse spécialisée dans la présentation d'opéras italiens rarement entendus de Mascagni et de ses contemporains, donne un concert il n'y a pas si longtemps à l'Alice Tully Hall. »
- Phil Powrie et Robynn Jeananne Stilwell, Changing Tunes: The Use of Pre-existing Music in Film, Ashgate Publishing, 2006 (ISBN 0-7546-5137-1, lire en ligne)
- Fulvio Venturi, « Guglielmo Ratcliff – live performances » [archive du 25 septembre 2008], mascagni.org